# 케일럼
케일럼(Caelum Co. Ltd.)는 대한민국의 항공사업과 플랜트 기업이다. 저온 지열발전분야에서 사업을 영위한다 본사는 부산시 강서구 범방2로 6에 위치해 있으며 대표이사는 최연지이다.

## 역사
2017년 8월 22일에 코스닥 시장에 상장하였다 2022년 이더블유케이에서 현재의 사명으로 변경하였다
2023년 운영자금 등 약 100억원을 조달하고자 그린테크시스템를 대상으로 주당 2천 155원에 제3자배정 유상증자를 하였다

## 같이 보기
- 지오릿에너지

## 참고문헌
1. ↑  이더블유케이 IR자료 2017년[깨진 링크(과거 내용 찾기)]
2. ↑  이동헌, 대신증권 중소형 기계주 탐방노트 #2, 2018년 10월 5일
3. ↑  박종선, 유진투자증권 IPO 기업분석보고서-이더블유케이, 2017년 8월 2일
4. ↑  이더블유케이, 사명 '케일럼'으로 변경 상장…항공사업 본격화, 한국경제, 2022년 4월 19일
5. ↑  케일럼, 100억원 유상증자…그린테크시스템에 제3자배정, 인포맥스, 2023년 4월 11일